# Letiště Vladivostok
Letiště Vladivostok (rusky Международный аэропорт "Владивосток", IATA: VVO, ICAO: UHWW) je mezinárodní letiště, které leží v blízkosti města Arťom v Přímořském kraji v Rusku asi 44 km severně od centra města Vladivostok. Dříve bylo známé jako letiště Kněviči, po vesnici Kněviči.
Letiště Vladivostok bylo postaveno v roce 1931 poblíž města Arťom a komerční lety začaly v létě 1932. V letech po druhé světové válce byla letadla Po-2 a W-2 široce využívána ve vzduchotechnických pracích, při průzkumu pobřeží ohledně ryb a ve službách geologů a lesních hlídek. Osobní lety na trase Moskva - Vladivostok začaly v roce 1948 s letouny Iljušin Il-12. Současné letiště bylo vytvořeno sloučením dvou letišť Osjornyje Kljutči a Kněviči, která se dříve používala pro vojenské účely. V letech 2005/2006 byl modernizován domácí terminál (nyní terminál B).